# Magudu
 (août 2019).
Magudu est une ville de la municipalité de district d'Ehlanzeni, dans la province du KwaZulu-Natal, en Afrique du Sud. 
Anciennement connu sous le nom de Magut, elle a été nommée d'après un chef zoulou. Le nom voudrait dire « enchanté ».